# Theater am Kärntnertor
Theater am Kärntnertor, (také Kärntnertortheater nebo podle starého pravopisu Kärnthnerthor-Theater), česky Divadlo u Korutanské brány, bylo prestižní divadlo ve Vídni během 18. a 19. století. Uvádělo operní, baletní a činoherní představení a spolu s původním divadlem Burgtheater am Michaelerplatz je považováno za předchůdce Vídeňské státní opery. Po ukončení činnosti v roce 1870 bylo zbořeno. Na jeho místě dnes stojí hotel Sacher.

## Historie, popis a zánik divadla
Divadlo nechal v roce 1709 postavit vídeňský magistrát u bývalé Korutanské brány (Kärtnertor) podle návrhu italského architekta Antonia Beduzzi. Otevřela ho italská divadelní skupina a prvním představením byla italská opera. V letech 1712–1727 je vedl Josef Stranitzky a po jeho smrti pak pozůstalá vdova. Roku 1728 vedení převzali dvorní umělci Borosini a Selliers. Hrálo se zde v italštině a v němčině. Od roku 1742 byl Selliers jediným nájemcem. V roce 1751 převzal divadlo na jeden rok Rocco de Lopresti. Do roku 1752 mělo divadlo císařská privilegia, která však Marie Terezie zrušila, a divadlo opět připadlo vídeňskému magistrátu.
Roku 1761 bylo zničeno požárem. Znovu jej postavil dvorní architekt Nikolaus Pacassi a o dva roky později bylo otevřeno jako „Císařské a královské dvorní divadlo ve Vídni“ („Kaiserliches und Königliches Hoftheater zu Wien“). Až do počátku 19. století se zde hrály jak opery, tak i činohry, později pak výlučně balety a italské a německé opery. Také se zde hrály Mozartovy opery, avšak ne vždy jejich premiéry. Ty se většinou uváděly v premiérovém divadle, kterým byl Burgtheater am Michaelerplatz. Někdy se ale stejná díla hrála ve dnech po sobě jdoucích nejprve v jednom divadle a pak ve druhém. Například opera Ferdinanda Paëra Leonora měla první premiéru 8. února 1809 v Kärntnertortheateru a druhou o den později v původním divadle Burgtheater.
V letech 1811–1814 byl dvorním dramatikem divadla Ignác Franz Castelli. Ve správě divadla nebo jako dramaturgové působili Ignaz Franz von Mosel, Moritz Graf Dietrichstein, ale také Georg Friedrich Treitschke a Joseph Kupelwieser.

### Domenicko Barbaja
Kvůli finančním a organizačním turbulencím v letech 1820 bylo divadlo dvakrát na delší dobu uzavřeno. Domenicko Barbaja byl impresiario divadla Teatro San Carlo v Neapoli. Od konce roku 1821 mu bylo divadlo Theater am Kärtnertor pronajato. Jeho zástupcem ve Vídni byl tanečník Louis Duport. Během této doby zde slavil triumfální úspěchy se svými operami Gioachino Rossini. Vrcholem v historii divadla se stal koncert, který tam 7. května 1824 uspořádal Beethoven. Ve vídeňské premiéře tehdy zazněly části Missy solemnis a premiéra deváté symfonie, se sólisty i sborem Dvorního divadla a Vídeňského pěveckého spolku. Později (1828) si divadlo pronajal rakouský skladatel Wenzel Graf von Gallenberg.

### Carlo Balochino a jeho společník Bartolomeo Merelli
V roce 1836 si dvorní divadlo opět pronajali Italové Carlo Balochino a jeho společník Bartolomeo Merelli. Kvůli revolučním událostem roku 1848 ve Vídni, které vyvrcholily rezignací Metternichovy vlády, byl K. K. Hof-Operntheater na nějakou dobu uzavřen. Ačkoli ho 18. března znovu otevřeli, italská sezona plánovaná od 1. dubna musela být zrušena, protože piedmontský král Carlo Alberto vyhlásil 26. března Rakousku válku. Obyvatelstvo se obrátilo proti Itálii, nájemce divadla Balochino obdržel výhružné dopisy a rezignoval.

### Franz Ignaz von Holbein
Vedení divadla převzal výbor, složený z předních umělců Kärntnertortheater. Jeho předsedou se stal ředitel Burgtheateru Franz Ignaz von Holbein. Kärntnertortheater ztratil titul "Hofoperntheater" a stal se prostým, ale privilegovaným operním divadlem s finanční podporou ze státní pokladny. Nová éra divadla se otevřela 29. dubna 1848 představením Kouzelná flétna (Die Zauberflöte). V ní zazněla poprvé v původní verzi opera Giacomo Meyerbeera, Hugenoti (Hugenotten). V roce 1849 se divadlo dostalo zpátky pod dvorní správu a dne 1. dubna byl Holbein jmenován ředitelem. Nejprve na dobu jednoho roku, ale pak až do roku 1853. Od 28. února 1850 neslo divadlo opět název „Císařské a královské dvorní divadlo u Korutanské brány“ („k. k. Hoftheater nächst dem Kärnthnerthore“). Dvojitá funkce ředitele Burgtheater a Kärntnertortheater Holbeina příliš namáhala, a proto se na konci prosince 1849 vzdal vedení divadla. Výjimečnou událostí éry Holbein byla vídeňská premiéra opery Prorok (Le prophète), kterou dirigoval sám Meyerbeer (1850). Hlavním zájmem ředitele Holbeina bylo zachování francouzského repertoáru. Premiéru měly čtyři opery od Aubera, dvě od Adama, jedna od Halévyho. Německou operu zastupovaly premiéry od Nicolaie, Flotowa, Hagera, Dessauera, Fuchse a Ernsta ze Saxe-Coburg-Gotha.
Od roku 1851 byla opět možná italská sezona (pod vedením Merelliho). Většinu nových oper dodal Giuseppe Verdi s osmi premiérami, například Rigoletto, Trubadúr a La traviata. Verdiho opery Macbeth, Rigoletto, Trubadúr nebo La Traviata byly hrány v němčině. Naproti tomu díla jeho italských současníků (Mercadante, Pacini, Ricci a další) zapadla. Největší úspěchy slavili Italové s díly Mozartovými. Don Giovanni, Figarova svatba a Così fan tutte se po desetiletích poprvé hrály v původním jazyce - italsky.

### Julius Cornet
Holbeinovým nástupcem se stal v roce 1853 Julius Cornet. Toto období bylo charakterizováno spíše revitalizací starších děl Luigiho Cherubiniho, Glucka, Webera a Mozarta, než novinkami. Největší úspěch slavil opět Meyerbeer (Hvězda Severu – L’étoile du nord, 1855). Premiéry ostatních skladatelů (Flotow, Thomas, Balfe nebo Dorn) byly na denním pořádku. Wagnerova dramatická díla však byla, navzdory Cornetovu úsilí, z repertoáru Dvorní opery odstraněna. Nicméně v rámci takzvaných „hudebních akademií“ zazněly poprvé výňatky z Lohengrina a také předehra k Faustovi. Odchod ředitele Corneta byl neslavný. Jeho chování k zaměstnancům bylo hrubé a jedna zpěvačka jej zažalovala pro urážku na cti. Svůj post proto musel v roce 1857 opustit.

### Carl Florian Anton Eckert
Ředitelem, nejprve provizorně a posléze v listopadu 1858 definitivně, byl jmenován Carl Florian Anton Eckert. Mimořádnou událostí byly pod jeho vedením vzniklé premiéry Wagnerových oper Lohengrin (1858), Tannhäuser (1859) a Bludný Holanďan (Der fliegende Holländer, 1860). Ostatní novinky byly méně úspěšné, například Lortzingův Pytlák (Wildschütz) nebo Verdiho Sicilské nešpory (Les vêpres siciliennes). Jeho Trubadúr, převzatý do německého repertoáru, však byl trvale oblíbený. Eckert, vyčerpaný vážnou nemocí, byl zbaven svého postu v září roku 1860. Na krátkou dobu pak panovalo provizorium s dirigentem Heinrichem Esserem a hlavním režisérem Schoberem v čele divadla.

### Matteo Salvi
Ital Matteo Salvi byl jmenován ředitelem Dvorní opery dne 1. února 1861. Pod jeho vedením se konala 1864/65 uzavřená italská sezona a 1866/67 ještě další série italských inscenací. Kromě Verdiho oper Maškarní ples (Un ballo in maschera) a Síla osudu (La forza del destino), to byly premiéry oper od Pedrottiho a od bratrů Ricci. V německých sezónách to byly premiéry od Meyerbeera Dinorah, Afričanka (L'Africaine), dále Gounodův Faust nebo Lortzingův Zbrojíř (Der Waffenschmied) a také premiéra Offenbachovy romantické opery Rýnské rusalky (Les fées du Rhin).

### Franz von Dingelstedt
Franz Dingelstedt se stal ředitelem po Salvim 1. října 1867 a i v této době docházelo v opeře k uměleckým zážitkům. Premiéru měly Gounodova opera Romeo a Julie a Thomasova opera Mignon. Sám Dingelstedt inscenoval Gluckovu operu Iphigenie v Aulidě (Iphigénie en Aulide) podle úpravy Richarda Wagnera. Poslední uvedenou operou byl dne 17. dubna 1870 Rossiniho Wilém Tell (Guillaume Tell). Brzy poté bylo divadlo zbořeno.